# Friedrich Gerdes (Rechtswissenschaftler)

Friedrich Gerdes

Friedrich Gerdes (* 15. Oktober 1634 in Greifswald; † 10. Dezember 1695 ebenda) war ein deutscher Professor der Rechte.

## Leben
Friedrich Gerdes war der Sohn des Juristen und späteren Bürgermeisters von Greifswald, Henning Gerdes (1591–1663), und der Schwester Elisabeth des Juristen David Mevius. Er erhielt zuerst Privatunterricht durch Joachim Rosenow, später besuchte er das städtische Gymnasium.
1653 begann Gerdes ein Jura-Studium an der Universität Rostock und setzte es ab 1655 bei Johann Pommeresche in Greifswald fort. Danach ging er an die Universität Helmstedt. 1658 flüchtete er von hier vor der Pest nach Leipzig und Wittenberg.
Er begleitete seinen Onkel David Mevius auf einer Gesandtschaftsreise an die Höfe Braunschweig-Lüneburg und Hessen-Kassel.
1661 wurde Gerdes auf Vorschlag seines Onkels von der Juristischen Fakultät der Universität Greifswald als Substitut auf eine Professur eingesetzt. 1664 erhielt er eine ordentliche Professur.
1669 wurde Gerdes Assessor, 1679 dann Direktor des Greifswalder Konsistoriums. 1688 berief man ihn in die Visitationskommission für das Obertribunal Wismar, in dem er die entscheidende Stimme führte.
Friedrich Gerdes war verheiratet mit Anna Erich, Tochter des Greifswalder Professors Joachim Erich, und ist der Vater von Philipp Balthasar Gerdes (1680–1736).
Seine Schwester Anna war verheiratet mit Gualter von Greiggenschildt.